# Deutsche Gesellschaft für LichtTechnik + LichtGestaltung
Die Deutsche Gesellschaft für LichtTechnik + LichtGestaltung e.V.  (zuvor  Deutsche Lichttechnische Gesellschaft) wurde 1912 als „Deutsche Beleuchtungstechnische Gesellschaft“ in Berlin gegründet, wo bis heute ihr Sitz ist. Sie ist ein gemeinnütziger Verein, der den intra- und interdisziplinären Austausch zu lichttechnischen Fragestellungen im Spannungsfeld von Wissenschaft, Technik, und Industrie sowie Kunst, Design und Architektur fördert. Sie befasst sich auch mit der Umsetzung von lichttechnischen DIN-Normen.

## Organisation
Die Deutsche Gesellschaft für LichtTechnik + LichtGestaltung e.V. (LiTG) ist regional aufgestellt. Sie gliedert sich in 15 Bezirksgruppen (BG): Baden, Berlin-Brandenburg, Dresden, Hannover, Hansa, Hessen, Kurpfalz, Leipzig-Halle, Mecklenburg-Vorpommern, Nordbayern, Rheinland, Saar, Südbayern, Thüringen-Nordhessen und Württemberg. Zur LiTG gehört auch als einziger Bezirksverein (BV) die Lichttechnische Gesellschaft des Ruhrgebiets (LTGR).
Die LiTG wird durch einen maximal 15-köpfigen Vorstand geleitet, darunter der »Innere Vorstand« aus dem Vorsitzenden (Thomas Römhild), der Stellvertretenden Vorsitzenden (Cornelia Vandahl) und dem Schatzmeister (Stephan Lauer). Der Vorstand wird für eine vierjährige Wahlperiode gewählt. Die Vorstandsmitglieder bearbeiten in verschiedene Gremien vereinsrelevante Themen.
Wichtigstes Organ der LiTG ist der Technisch-Wissenschaftliche Ausschuss (TWA). Er berät den Vorstand in wissenschaftlich-technischen Fragen. Der TWA wird in der konstituierenden Sitzung des Neuen LiTG-Vorstandes gewählt. Er wird durch einen Vorsitzenden und einen Stellvertreter geleitet. Die Facharbeit geschieht in mit bis zu drei Experten besetzten, »Fachgebiet (FG)« genannten LiTG-Gremien, die alle Bereiche der Lichttechnik abdecken. Es gibt elf Fachgebiete zu folgenden Bereichen: Außenbeleuchtung, Melanopische Lichtwirkungen, Betriebsgeräte und Steuerungen, Fahrzeugbeleuchtung, Farbe, Innenbeleuchtung, Lichtarchitektur, Lichtquellen und Leuchten, Messen und Bewerten, Physiologie und Wahrnehmung, Tageslicht.  Aufgabe des TWA ist auch das Initiieren und Begutachten von LiTG-Publikationen auf der Basis des in den Fachgebieten erarbeiteten Wissens sowie vor allem die fachliche Gestaltung von LiTG-Tagungen.
Zu den zentralen Aufgaben der LiTG gehört die Förderung des Theorie-Praxis-Transfers in allen lichttechnischen Fragen. Auf regionaler Ebene geschieht dies über Vortragsveranstaltungen, Besichtigungen und Exkursionen. Verschiedene Bezirksgruppen beteiligen sich auch an regionalen Fachmessen wie der »Belektro« in Berlin, der »Efa« und »Mutec« in Leipzig oder der »Elektrotechnik« in Dortmund.
Auf nationaler Ebene veranstaltet die LiTG dazu im Zweijahresrhythmus die Fachtagung »Licht und Lebensfreude (LiLe)« zu unterschiedlichen Fragestellungen der Innenbeleuchtung sowie die Fachtagung »Stadt- und Außenbeleuchtung (AUBE)«.
Seit 1972 führt die LiTG gemeinsam mit den Lichttechnischen Gesellschaften der Niederlande (NSVV), Österreichs (LTG) und der Schweiz (SLG) alle zwei Jahre die internationale Fachtagung »LICHT« durch. Die Tagung hat wissenschaftliche und praxisbezogene lichttechnische und lichtgestalterische Inhalte.
In der Internationalen Beleuchtungskommission (CIE) vertritt die LiTG die deutschen Interessen im Rahmen des Deutschen Nationalen Komitees (DNK). Dies ist ein interdisziplinäres Forum für die Diskussion aller lichttechnischen Fragen in der Schnittstellen von lichttechnischer Forschung und Entwicklung, Elektro- und Lichttechnik, Lichtkunst, Lichtdesign, Lichtarchitektur und Architektur. Im internationalen Austausch werden lichttechnische Messverfahren, Technische Berichte und ISO-Normen entwickelt, die für die europäische (CEN)  und nationale (DIN) Anwendung spezifiziert werden.
Die LiTG ist Teil eines internationalen Kooperationsverbundes der lichttechnischen Gesellschaften in Europa. Alle vier Jahre werden internationale Tagungen jeweils in einem anderen Mitgliedsland ausgerichtet, die dem europäischen Austausch dienen. 2013 fand die »Lux Europa« in Krakau, Polen, statt. Die »Lux Europa 2017« geht nach Ljubljana, Slowenien.

## Forschung und Ausbildung
Die LiTG fördert den Austausch zwischen Industrie, Lichttechnikern, Elektro- und Lichtplanern, Lichtdesignern und Hochschulen zu lichttechnischen und lichtgestalterischen Fragestellungen.
Als Kooperationsprojekt entwickelte die LiTG gemeinsam mit den lichttechnischen Gesellschaften aus den Niederlanden (NSVV), Österreich (LTG) und der Schweiz (SLG) seit dem Jahr 2015 den europäischen Bildungsstandard »European Lighting Expert (ELE)«, um unterhalb der Hochschulausbildung vergleichbare Qualifikationen im Bereich Licht- und Beleuchtungsplanung in den beteiligten Ländern zu etablieren. Den Titel ELE erwirbt, wer vor einer nationalen Prüfungskommission einer der beteiligten Länder erfolgreich eine mehrteilige Prüfung ablegt. Der Absolvent kann sich anschließend im ELE-Register eintragen lassen. Um den Qualitätsstandard zu gewährleisten, wurde 2016 als Verein nach Schweizer Recht die »European Lighting Expert Association (ELEA)« gegründet, die auch das ELE-Register führt.
Zur Vorbereitung auf die Prüfung, aber auch zur Vermittlung von lichttechnischem Detail-Wissen entwickelte die LiTG ihr Weiterbildungs- und Prüfungsprogramm »Geprüfter Lichtexperte (LiTG)« aus modularen Seminaren. Neben Grundlagen-Modulen gibt es speziell auf die Innen- und Außenbeleuchtung zugeschnittene Seminare, die alle einen großen Teil praktischer Übungen enthalten. Das Bestehen der Prüfung zum »Geprüften Lichtexperten (LiTG)« erlaubt die Registrierung als European Lighting Expert. Das Durchlaufen des Weiterbildungsprogramms ist nicht Voraussetzung zur Prüfungsanmeldung.
Die LiTG gehört zu den insgesamt 15 Projektpartnern aus sieben Ländern des Europäischen Forschungsprojekts »Dynamic Light«. Die Aufgabe der LiTG in dem Projekt mit der Laufzeit 1. Juni 2016 – 31. Mai 2019 liegt vor allem darin, Vorschläge für eine sinnvolle Integration von adaptiver (LED-)Beleuchtung in die Europäischen Straßenbeleuchtungsnorm EN 13201 zu entwickeln und darüber über ein Handbuch und eine Fachtagung zu informieren.

## Publikationen
- LiTG e. V. (Hrsg.): Baer, Roland; Seifert, Dirk; Barfuss, Meike; u. a.:Beleuchtungstechnik – Grundlagen, 4. vollstän. überrag. Aufl., Berlin: Huss Medien, 2016, ISBN 978-3341016343.
- LiTG e. V. (Hrsg.): Aydinli, S.; de Boer J.; Cornelius, W.; Knoop, M.; Volz †, G.: Tageslicht kompakt – Tageslichttechnik und Tageslichtplanung in Gebäuden, Berlin, ISBN 978-3-927787-53-7.
- LiTG e. V. (Hrsg.): Greiner Mai, U.; Lang, D.; Ehrenstein, W.: Über die nicht-visuelle Wirkung des Lichts auf den Menschen, Berlin, ISBN 978-3-927787-52-0.
- LiTG e. V. (Hrsg.): Bodrogi, P.; Jungnitsch, K.; Khanh, T. Q.: Farbwiedergabe für moderne Lichtquellen, Berlin, ISBN 978-3-927787-30-8,
- LiTG e. V. (Hrsg.): Richter, Ha.-Jo.; v. Weltzien, Henning; Festschrift zur LICHT 2012, Berlin ISBN 978-3-927787-43-4Kostenloser Download (PDF; 4,2 MB), 2012.
- LiTG e. V. (Hrsg.): Bodrogi, P.; Brückner, St.; Khanh T. Q.: Farbwiedergabe für moderne Lichtquellen, Berlin, ISBN 978-3-927787-30-8, Kostenloser Download (PDF; 3,3 MB), 2012.
- LiTG e. V. (Hrsg.): Umweltrelevanz von Energiesparlampen, Berlin, ISBN 978-3-927787-38-4, Kostenloser Download (PDF; 322 kB) 2011.
- LiTG e. V. (Hrsg.): Klimawandel und Energieeffizienz – Konsequenzen für die Glühlampe, Berlin, Kostenloser Download (PDF; 1,3 MB) 2010.
- LiTG e. V. (Hrsg.): UGR – Verfahren zur Bewertung der Direktblendung der künstlichen Beleuchtung in Innenräumen, Berlin 2003, ISBN 978-3-927787-20-9.
- LiTG e. V. (Hrsg.): Deutsche Lichttechnische Gesellschaft 1912–2000 Geschichte eines technisch-wissenschaftlichen Vereins, Berlin 2001, ISBN 978-3-927787-19-3.

## Auszeichnung
Zur Förderung des lichttechnischen Nachwuchses stiftete der Vorstand der LiTG am 22. März 1979 den H.-J.-Helwig-Preis. Der heute mit mindestens 1000 € dotierte Preis wird alle zwei Jahre an Nachwuchskräfte aus Universitäten, Technischen Hochschulen oder Techniker-Schulen vergeben, die noch in der Ausbildung sind oder nicht länger als fünf Jahre im Berufsleben stehen. Der Preis ist nach dem Physiker Hans-Joachim Helwig (1905–1971) benannt, der sich um die Förderung des wissenschaftlichen Nachwuchses besonders verdient gemacht hatte. Helwig war ab 1953 Ordinarius für das Lehrgebiet Lichttechnik an der Technischen Hochschule Berlin und in den Jahren 1963 und 1964 Vorsitzender der LiTG. Der Preis wurde erstmals 1980 vergeben. Über die Preisträger entscheidet das fünfköpfige H.-J.-Helwig-Preiskomitee aus je zwei Vertretern der Lichtindustrie und den Hochschulen sowie einem Vertreter aus einer Behörde. Die Preisverleihung findet jeweils auf der Hauptversammlung des Vereins im Rahmen der Internationalen Fachtagung »Licht« statt.